# Sugitama

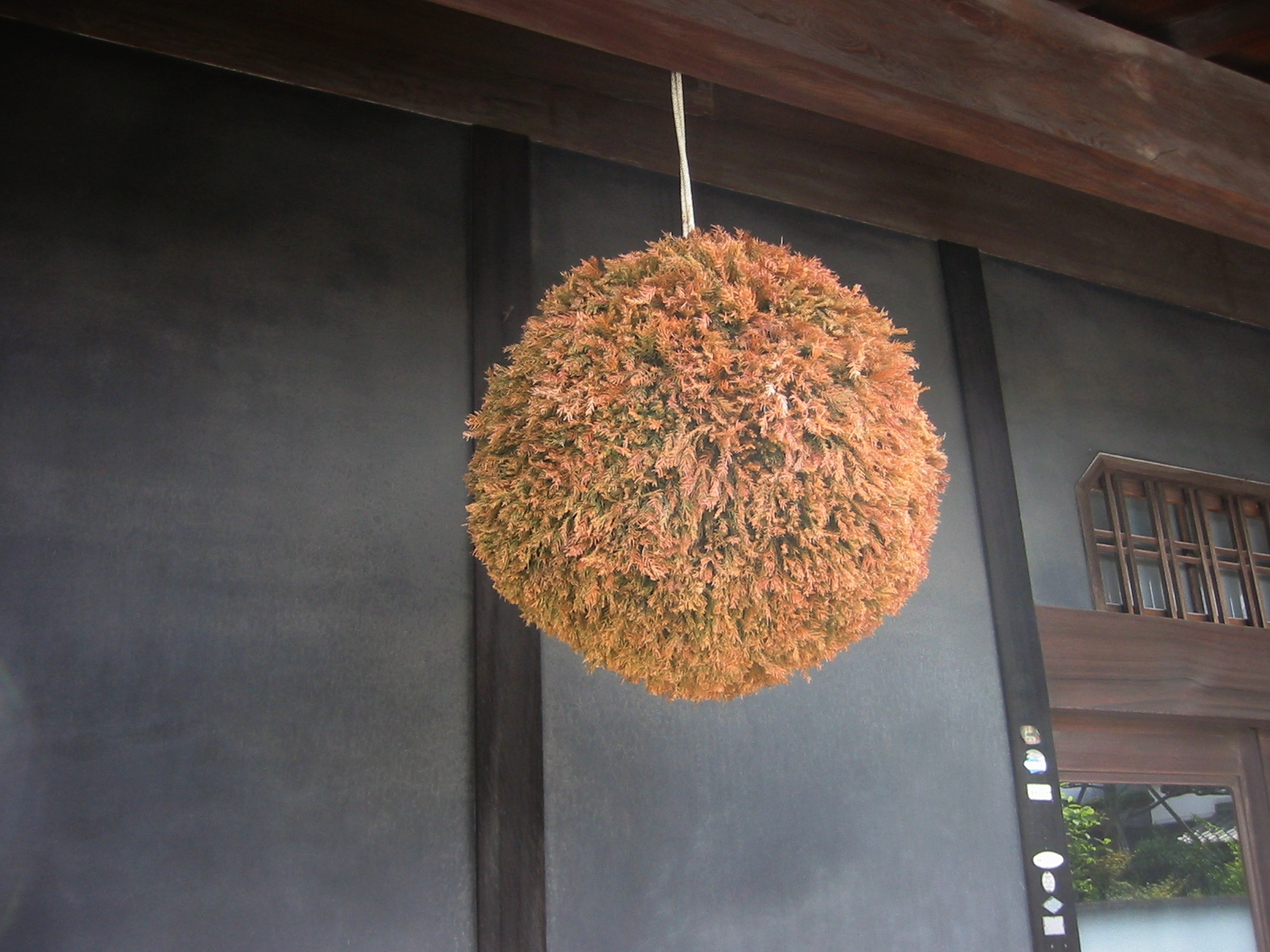
Sugitama

Sugitama, sugidama (jap. 杉玉) lub sakabayashi (jap. 酒林) – kula wykonana z gałązek kryptomerii japońskiej (sugi). 

## Opis
Tradycyjnie wywieszana przed zakładami produkującymi sake w dniu, w którym rozpoczyna się proces fermentacji. Gdy sugitama zmieni kolor na brązowy oznacza to, iż sake jest już gotowa do spożycia. 
W dzisiejszych czasach kule pełnią funkcję reklamową przed renomowanymi lokalami oferującymi sake, jednak początkowo były one symbolem wdzięczności okazywanej bogowi alkoholu. Powszechnie uważa się, że sugitama chronią sake przed zepsuciem w procesie fermentacji.

## Galeria

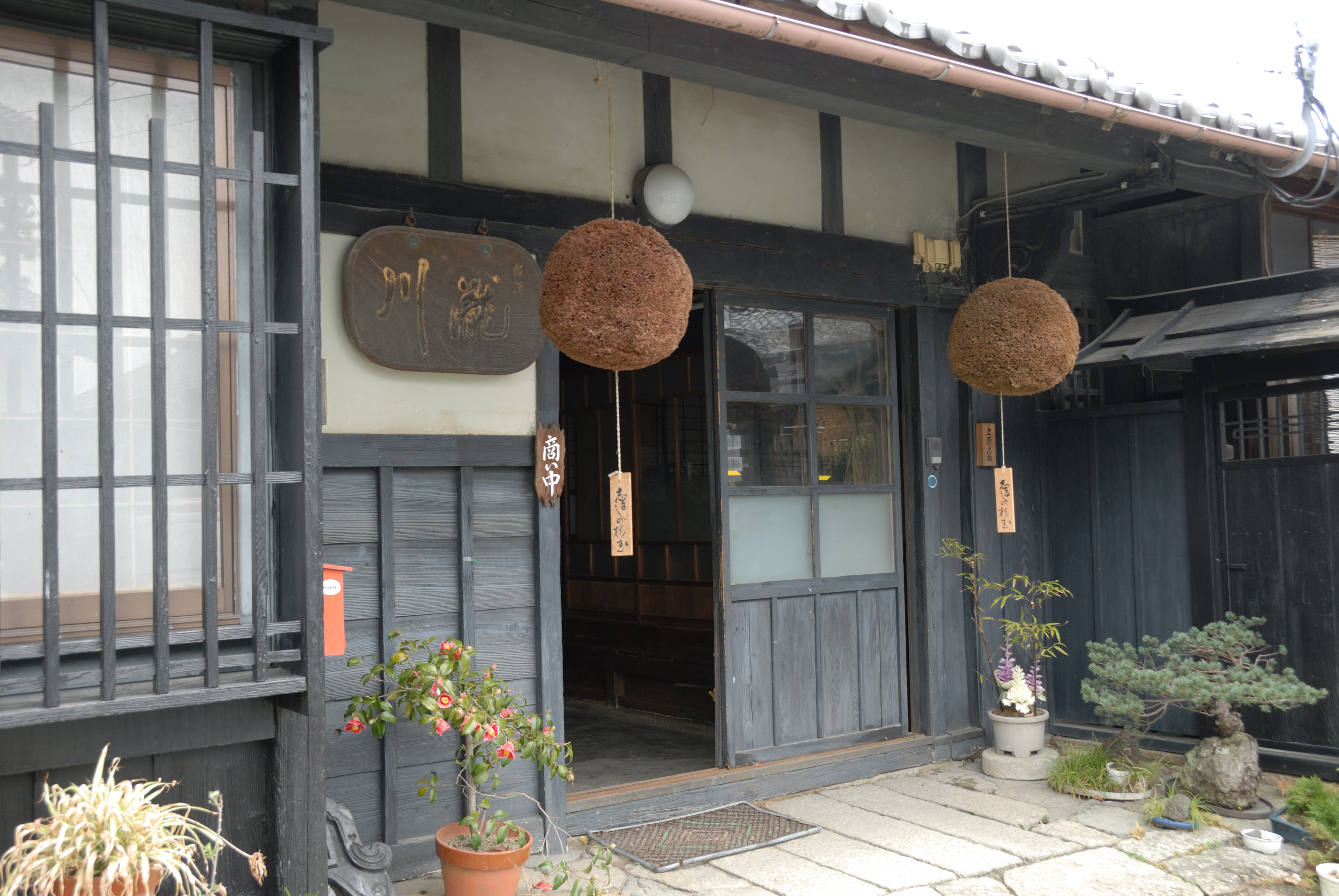
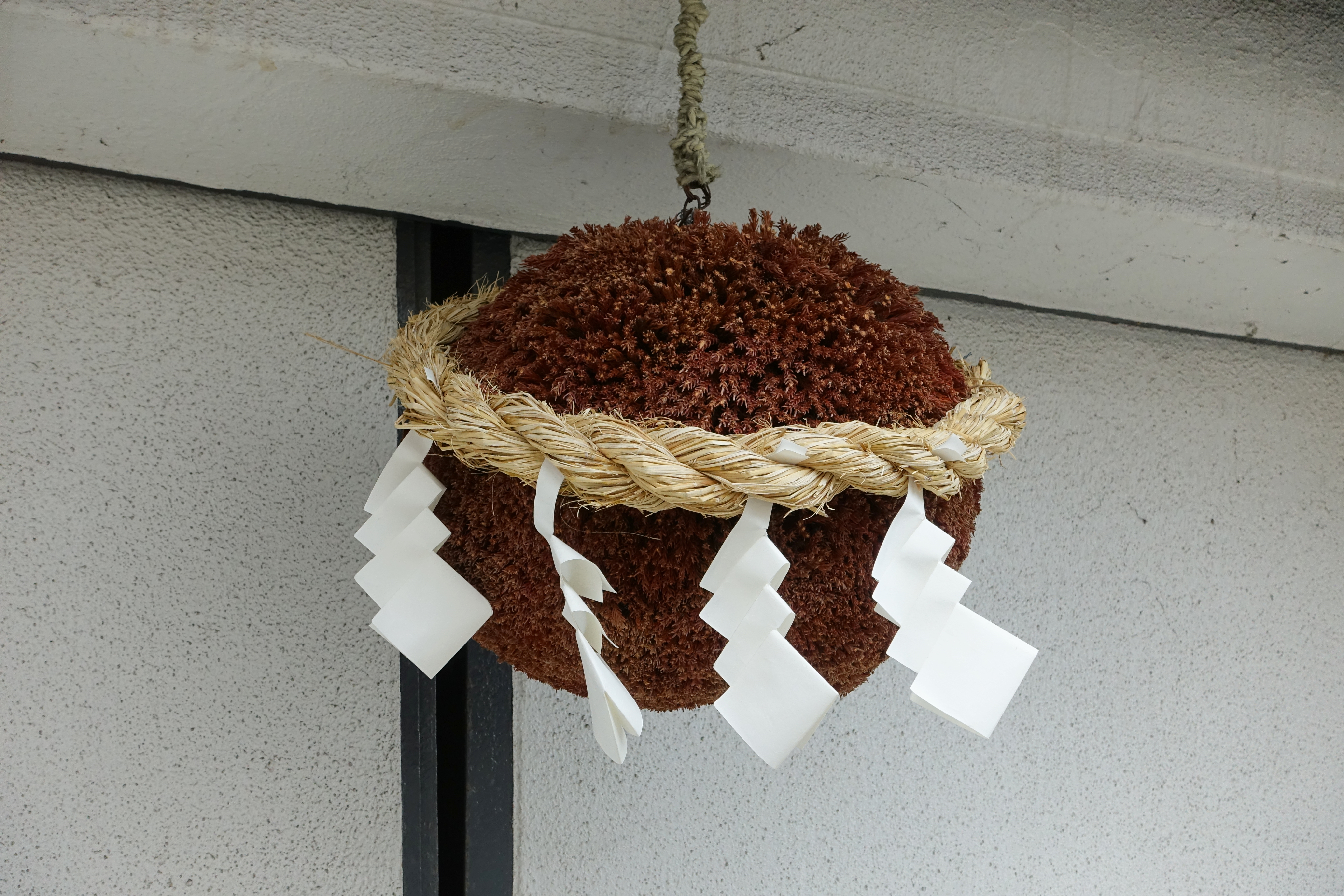
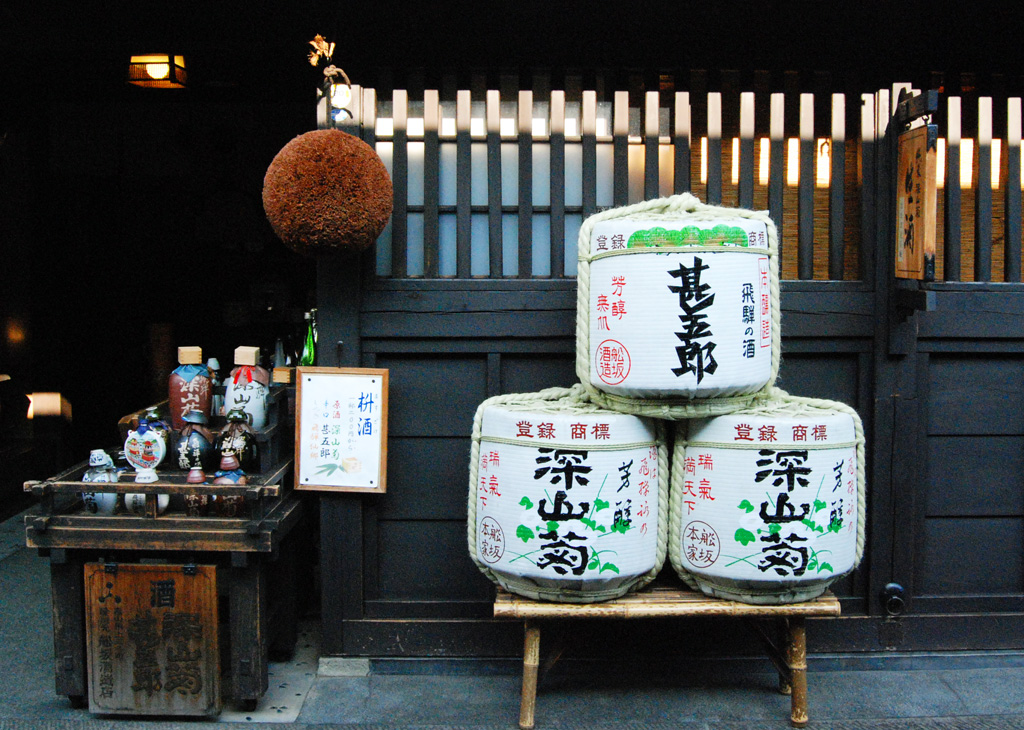